# إحضران (عين اللوح)
إحضران هي إحدى مشيخات المملكة المغربية، تتبع جغرافيا لإقليم إفران وإداريًا لعين اللوح. يقدر عدد سكانها بـ 2685 نسمة حسب الإحصاء الرسمي للسكان والسكنى لسنة 2004.